# Allachbach (Donau)
Der Allachbach ist ein gut 21 Kilometer langer Bach im Landkreis Straubing-Bogen und in der kreisfreien Stadt Straubing in Niederbayern. Sein Oberlauf bis etwa Hirschkofen wird als Hausmettinger Bach bezeichnet.

## Name
Der Allachbach wird im 9. Jahrhundert als Alaha erstmals erwähnt. Das Grundwort -aha ist althochdeutsch und bedeutet 'Fließgewässer'. Das Bestimmungswort könnte mit germanisch *al- 'modrig, faul' zu tun haben. Alternativ könnte auch ein gallo-romanischer Ortsname *Alacum auf den Bach übergegangen sein.

## Geographie

### Verlauf
Er entspringt im Hainsbacher Forst, den er nach Norden durchquert, fließt dann Richtung Nordost südlich an Metting in der Gemeinde Leiblfing vorbei und dann östlich und durch Gundhöring in der Gemeinde Feldkirchen. Nahe Opperkofen knickt er nach Nord ab, um drei Kilometer weiter nahe Wimpasing das Gebiet der Stadt Straubing zu erreichen. Hier nimmt er von links den Hartgraben auf und einen Kilometer weiter nordöstlich, ebenfalls von links, den Harthausener Bach. Wenig später erreicht der Bach den Straubinger Stadtteil Alburg und verläuft ab hier fünfeinhalb Kilometer innerhalb der durchgehenden Bebauung der Stadt, bis er nahe dem Klinikum St. Elisabeth Straubing ein ehemaliges Altwasser der Donau als sein Bett nutzt, in die er 800 Meter weiter von rechts mündet.

### Zuflüsse
Von der Quelle zur Mündung. Auswahl.
- Hartgraben, von links auf etwa 335 m ü. NHN nahe Feldkirchen-Hierlbach
- Harthausener Bach, von links auf etwa 331 m ü. NHN vor Straubing-Alburg
- Ziehbrückweggraben, von rechts auf etwa 320 m ü. NHN in Straubing an der Unteren Bachstraße

## Renaturierungen
Im Stadtgebiet von Straubing wurde der Allachbach in den 1960er und 1970er Jahren stark verbaut. In den letzten Jahren fanden einige Maßnahmen zur Renaturierung statt.